# Noël Forgeard
Noël Forgeard (9 de dezembro de 1946) é um executivo francês e já ocupou o cargo de co-CEO da EADS.

## Supostoinsider trading
Em junho de 2006 foi acusado de insider trading na EADS por auferir US$ 2,5 milhões com a venda de ações próprias da empresa semanas antes da divulgação de atrasos no projeto do A380.